# Canuleius affinis
Canuleius affinis är en insektsart som beskrevs av Salvador de Toledo Piza Júnior 1936. Canuleius affinis ingår i släktet Canuleius och familjen Heteronemiidae. Inga underarter finns listade.